# Olga (Washington)
Olga es un área no incorporada ubicada en el condado de San Juan en el estado estadounidense de Washington.

## Geografía
Olga se encuentra ubicado en las coordenadas 48°37′10″N 122°50′8″O / 48.61944, -122.83556.